# Pre-Season Challenge Cup (2005)
Pre-Season Challenge Cup 2005 – pierwsza edycja australijskich rozgrywek pucharowych Pre-Season Challenge Cup została rozegrana w okresie od 22 lipca do 20 sierpnia 2005 roku. Rozgrywki podzielone były na dwa etapy: fazę grupową i rundę play-off. Triumfatorem rozgrywek została drużyna Central Coast Mariners FC, która w finale pokonała zespół Perth Glory FC. Puchar Pre-Season Challenge Cup poprzedził start rozgrywek A-League w sezonie 2005/2006.

## Uczestnicy
- Adelaide United
- Central Coast Mariners FC
- Melbourne Victory FC
- Newcastle United Jets
- New Zealand Knights FC
- Perth Glory FC
- Queensland Roar
- Sydney FC

## Rozgrywki

### Faza grupowa

#### Grupa A
| Lp | Drużyna           | M | Z | R | P | B+ | B– | +/– | Pkt |
| -- | ----------------- | - | - | - | - | -- | -- | --- | --- |
| 1  | Melbourne Victory | 3 | 1 | 2 | 0 | 2  | 1  | +1  | 5   |
| 2  | Perth Glory       | 3 | 1 | 1 | 1 | 4  | 4  | 0   | 4   |
| 3  | Adelaide United   | 3 | 0 | 3 | 0 | 3  | 3  | 0   | 3   |
| 4  | Newcastle Jets    | 3 | 0 | 2 | 1 | 3  | 4  | -1  | 2   |

| 22 lipca 2005 | Adelaide United · Aloisi 54' · Valkanis 62' | 2 – 2Raport | Perth Glory FC · sam. 29' Valkanis · 52' Despotovski | Hindmarsh Stadium, Adelaide Widzów: 5 263 Sędzia: Craig Zetter |
|               |                                             |             |                                                      |                                                                |

| 22 lipca 2005 | Newcastle United Jets · Deans 28' | 1 – 1Raport | Melbourne Victory FC · 85' Thompson | Newcastle International Sports Centre, Newcastle Widzów: 1 864 Sędzia: James Lewis |
|               |                                   |             |                                     |                                                                                    |

| 29 lipca 2005 | Adelaide United · Valkanis 74' | 1 – 1Raport | Newcastle United Jets · 79' Johnson | Hindmarsh Stadium, Adelaide Widzów: 6 750 Sędzia: Simon Przydacz |
|               |                                |             |                                     |                                                                  |

| 30 lipca 2005 | Melbourne Victory FC · Thompson 60' | 1 – 0Raport | Perth Glory FC | Olympic Park Stadium, Melbourne Widzów: 4 528 Sędzia: Peter Green |
|               |                                     |             |                |                                                                   |

| 5 sierpnia 2005 | Melbourne Victory FC | 0 – 0Raport | Adelaide United | Olympic Park Stadium, Melbourne Widzów: 4 687 Sędzia: Perry Mur |
|                 |                      |             |                 |                                                                 |

| 6 sierpnia 2005 | Perth Glory FC · Despotovski 12', 61' | 2 – 1Raport | Newcastle United Jets · 29' Thompson | Perth Oval, Perth Widzów: 7 089 Sędzia: Angelo Nardi |
|                 |                                       |             |                                      |                                                      |

#### Grupa B
| Lp | Drużyna                | M | Z | R | P | B+ | B– | +/– | Pkt |
| -- | ---------------------- | - | - | - | - | -- | -- | --- | --- |
| 1  | Sydney FC              | 3 | 2 | 1 | 0 | 5  | 1  | +4  | 7   |
| 2  | Central Coast Mariners | 3 | 2 | 0 | 1 | 4  | 3  | +1  | 6   |
| 3  | Queensland Roar        | 3 | 1 | 1 | 1 | 6  | 3  | +3  | 4   |
| 4  | New Zealand Knights    | 3 | 0 | 0 | 3 | 1  | 9  | -8  | 0   |

| 23 lipca 2005 | Central Coast Mariners FC · Mrdja 22', 40', 59' | 3 – 1Raport | Queensland Roar · 29' Tollenaere | Central Coast Stadium, Gosford Widzów: 4 247 Sędzia: Strebre Delovski |
|               |                                                 |             |                                  |                                                                       |

| 24 lipca 2005 | Sydney FC · Yorke k. 25' · Petrovski 45', 72' | 3 – 1Raport | New Zealand Knights FC · 83' Fitzsimmons | Sydney Football Stadium, Sydney Widzów: 8 714 Sędzia: Ben Williams |
|               |                                               |             |                                          |                                                                    |

| 30 lipca 2005 | New Zealand Knights FC | 0 – 5Raport | Queensland Roar · 8', 9' Brownlie · 82' Tollenaere · 90' Moon · 90' Murdocca | North Harbour Stadium, Auckland Widzów: 3 397 Sędzia: Peter O’Leary |
|               |                        |             |                                                                              |                                                                     |

| 30 lipca 2005 | Central Coast Mariners FC | 0 – 2Raport | Sydney FC · 57' Corica · 79' Petrovski | Central Coast Stadium, Gosford Widzów: 8 362 Sędzia: Matthew Breeze |
|               |                           |             |                                        |                                                                     |

| 6 sierpnia 2005 | New Zealand Knights FC | 0 – 1Raport | Central Coast Mariners FC · 5' Brown | North Harbour Stadium, Auckland Widzów: 2 269 Sędzia: Neil Fox |
|                 |                        |             |                                      |                                                                |

| 6 sierpnia 2005 | Queensland Roar | 0 – 0Raport | Sydney FC | Barlow Park, Cairns Widzów: 4 500 Sędzia: Mark Shield |
|                 |                 |             |           |                                                       |

### Runda play-off
|  |                        |                        |                |                |   |                        |                        |       |
|  | Półfinał               | Półfinał               | Półfinał       |                |   | Finał                  | Finał                  | Finał |
|  | Półfinał               | Półfinał               | Półfinał       |                |   | Finał                  | Finał                  | Finał |
|  | 12 sierpnia            |                        |                |                |   |                        |                        |       |
|  |                        |                        |                |                |   |                        |                        |       |
|  | Melbourne Victory FC   | Melbourne Victory FC   | 1              |                |   |                        |                        |       |
|  | Melbourne Victory FC   | Melbourne Victory FC   | 1              | 20 sierpnia    |   |                        |                        |       |
|  | Central Coast Mariners | Central Coast Mariners | 3              |                |   |                        |                        |       |
|  | Central Coast Mariners | Central Coast Mariners | 3              |                |   | Central Coast Mariners | Central Coast Mariners | 1     |
|  | 14 sierpnia            |                        |                |                |   | Central Coast Mariners | Central Coast Mariners | 1     |
|  |                        |                        | Perth Glory FC | Perth Glory FC | 0 |                        |                        |       |
|  | Sydney FC              | Sydney FC              | Perth Glory FC | Perth Glory FC | 0 | 0                      |                        |       |
|  | Sydney FC              | Sydney FC              |                |                |   |                        |                        |       |
|  | Perth Glory FC         | Perth Glory FC         | 1              |                |   |                        |                        |       |
|  | Perth Glory FC         | Perth Glory FC         | 1              |                |   |                        |                        |       |

#### Półfinały
| 12 sierpnia 2005 | Melbourne Victory FC · Byrnes 31' | 1 – 3Raport | Central Coast Mariners FC · k. 39', 53' Pondeljak · 66' Brown | Olympic Park Stadium, Melbourne Widzów: 4 500 Sędzia: Mark Shield |
|                  |                                   |             |                                                               |                                                                   |

| 14 sierpnia 2005 | Sydney FC | 0 – 1Raport | Perth Glory FC · 90' Ward | Sydney Football Stadium, Sydney Widzów: 3 424 Sędzia: Ben Williams |
|                  |           |             |                           |                                                                    |

#### Finał
| 20 sierpnia 2005 18:30 (UTC+11:00) | Central Coast Mariners FC · Petrie 39' | 1 – 0Raport | Perth Glory FC | Central Coast Stadium, Gosford Widzów: 6 609 Sędzia: Matthew Breez |
|                                    |                                        |             |                |                                                                    |

| Zdobywca Pre-Season Challenge Cup 2005        |
| --------------------------------------------- |
| Central Coast Mariners FC 1. tytuł w historii |